# Effetto Robin Hood
L'effetto Robin Hood in economia è il fenomeno per cui il reddito totale della popolazione viene ridistribuito al fine di ridurre la disuguaglianza economica. Prende il nome dal celebre Robin Hood, la cui leggenda narra rubasse ai ricchi per dare ai poveri.

## Cause dell'effetto Robin Hood
L'effetto Robin Hood può essere provocato da diversi tipi di decisioni economiche o politiche, il cui scopo non è necessariamente la riduzione della disuguaglianza economica. L'articolo ne elenca alcune.

### Sviluppo nazionale

Curva di Kuznets

Simon Kuznets affermava che una dei fattori che influenzano maggiormente il grado di disuguaglianza economica è lo stadio di sviluppo economico di un paese. La teoria di Kuznets propugna che la relazione tra il reddito e la disuguaglianza segua l'andamento della curva in figura. Quella teoria enuncia che paesi con un basso livello di sviluppo abbiano una ripartizione delle ricchezza relativamente equa.
Più una nazione si sviluppa, più acquisisce capitale, e i proprietari di tale capitale avranno più benessere e guadagni, il che porta alla disuguaglianza. Col passare del tempo alcuni meccanismi come l'effetto trickle-down e i programmi per il benessere sociale porteranno al verificarsi dell'effetto Robin Hood e la ridistribuzione della ricchezza ai poveri. Di conseguenza le nazioni più sviluppate avranno un grado di disuguaglianza minore.

### Sistema di imposte non proporzionale
Molti paesi hanno un sistema d'imposte secondo cui gli stipendi più bassi sono tassati in piccola parte o per nulla, mentre i lavoratori con stipendi più alti sono soggetti a una tassazione più elevata sui guadagni oltre una certa soglia. Tale sistema è detto progressività. Questo meccanismo fa sì che la parte più benestante della popolazione paghi una quota maggiore di tasse sul proprio stipendio, contribuendo più o meno indirettamente a sussidiare i meno ricchi e portando così all'effetto Robin Hood.
Nello specifico, una tassatura progressiva prevede che l'aliquota fiscale sulle tasse aumenti all'aumentare dell'imponibile.

### Finanziamenti nella telefonia mobile
In molti paesi in via di sviluppo, le reti di telefonia mobile subiscono moltissimo gli effetti delle economie di rete, tale effetto viene corretto in parte fornendo contratti finanziati attraverso l'aumento dei prezzi per il trasferimento delle chiamate da una compagnia all'altra. In questo modo, i meno abbienti possono accedere ai servizi di telecomunicazione spesso gratuitamente per via di tariffe prepagate). I costi aggiuntivi sono ripartiti sui clienti che chiamano questi nuovi abbonati; infatti coloro che chiamano sono spesso i più agiati. Di conseguenza, nonostante non vi sia un diretto trasferimento di denaro, si verifica un fortissimo effetto Robin Hood, per cui i più ricchi finanziano i più poveri.

## Esempi
- Effetto Robin Hood causato da un'Affirmative action, su lagriffedulion.f2s.com.
- Tariffe di roaming internazionale accusate di far sì che i ricchi finanzino i poveri, su syedkamall.com (archiviato dall'url originale il 29 settembre 2007).